# Математична тривожність

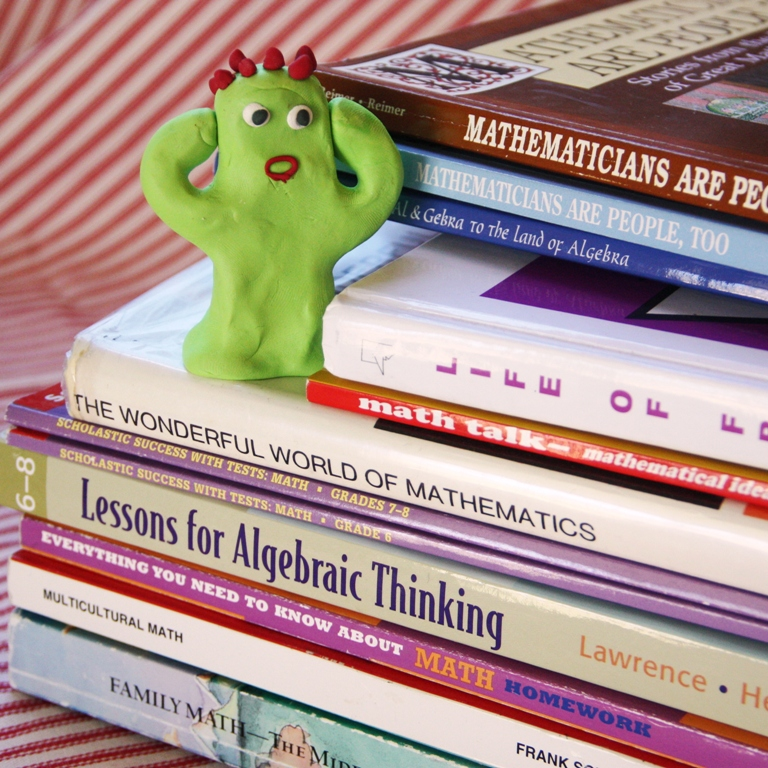
Математична тривожність заважає учням засвоювати математичні знання, потрібні для нормального життя

Математична тривожність, також математикофобія — емоційна відповідь, тип тривожності, який виникає в деяких людей при виконанні математичних обчислень, вправ, при появі необхідності застосувати математичні знання тощо. У 1972 американські психологи Річардсон і Суїнн розробили шкалу математичної тривожності, яка дозволяє оцінити силу емоційної відповіді людини на ситуацію, пов'язану з математикою. Пізніше були розроблені різні варіанти цієї шкали.
Математична тривожність — це соціальна проблема, яка заважає учням набувати необхідних знань з математики, а дорослим людям — використовувати набуті знання. Часто математична тривожність пов'язана з помилками при викладанні математики, її представлення учням як надмірно складної, нецікавої дисципліни.
Низка дослідників вважають, що значна частина випадків математичної тривожності є насправді екзаменаційною тривожністю.
Виділяють низку причин математичної тривожності: довкіллеві, особиснісні, когнітивні.